# SN 2001in
SN 2001in – supernowa typu Ia odkryta 21 listopada 2001 roku w galaktyce A010151+0041. W momencie odkrycia miała maksymalną jasność 22,70m.